# Desideriologia
Desideriologia nota come Trilogia dei desideri (Wishology) è una serie di tre speciali televisivi facenti parte della serie animata Due fantagenitori. Sono stati trasmessi su Nickelodeon negli Stati Uniti e in Canada. Sono stati poi trasmessi in Italia da Nickelodeon su Sky in prima Tv il 25, il 26 e il 27 dicembre 2009. È stato poi trasmesso in chiaro il 7 dicembre 2013 su Super!.
Gli episodi che compongono la trilogia si intitolano Il Grande Inizio, L'Avventura di Mezzo e Episodio Finale.
Gli speciali presentano varie parodie di film o serie televisive, come Harry Potter, Guerre stellari, Il Signore degli Anelli, Matrix, Doctor Who, Terminator e Ritorno al futuro.

## Il grande inizio
Mentre gioca a un videogioco virtuale chiamato La trilogia dei desideri, Timmy viene interrotto da Jorgen che porta via Cosmo, Wanda e Poof e ammonisce Timmy di non pronunciare mai il suo nome.
Da quel momento i genitori di Timmy, gli amici e Crocker mostrano di non ricordare più l'esistenza del ragazzo e quando questi grida: "Sono io, Timmy Turner!" compare un gigantesco robot che vuole eliminarlo, ossia il Capo Eliminatore.
Timmy scappa e viene salvato all'ultimo minuto da Jorgen, che lo porta nella cava del destino nel Fantamondo. Lì Timmy scopre una vecchia storia: tempo fa un gigantesco nemico delle fate, Tenebroso (o al plurale Tenebre), fu sconfitto grazie alla luce. Da quel giorno tante fate (le stelle) fanno da barriera per evitare che ritorni, ma da poco è stato rapito l'insieme delle fate che formano l'Orsa Maggiore. Una sola persona, il prescelto, è in grado di salvare l'universo e la persona designata sarebbe Timmy. Per sconfiggere le tenebre dovrà trovare la bacchetta bianca, che è "Nascosta nell'arte e sigillata da un bacio".
Mentre il Capo Eliminatore e i suoi sgherri (gli eliminatori) catturano Jorgen trasformato in Timmy, quest'ultimo riesce a ritrovare Cosmo e Wanda e scopre che la bacchetta bianca è una chitarra dei Kiss.
Timmy riesce a trovare la chitarra e con la luce che emette caccia via l'oscurità, ma si scopre che il vero prescelto è Turbo Thunder.

## L'avventura di mezzo
Timmy ritorna a casa, dove scopre che tutti i suoi amici sono scomparsi e al loro posto sono arrivati eliminatori travestiti. Timmy è salvato da Mark Chang e tornano tutti alla caverna del destino: bisogna trovare una seconda bacchetta, prima che gli eliminatori sottomettano il Fantamondo. Dopo che il gruppo legge la profezia "La bacchetta si trova nel lato oscuro della luna blu", Cosmo, Wanda, Poof e Jorgen si ritrovano chiusi in una prigione con le altre fate, in cella con Trixie, AJ, Chester e i genitori di Timmy.
Timmy arruola un gruppo di battaglia: Mark, Vicky, Dark Laser e Crocker, ma gli ultimi tre vengono catturati dagli eliminatori. Proprio quando Timmy e Mark stanno per essere risucchiati dalle tenebre, vengono salvati da Turbo Thunder, che li porta sulla luna blu.
Intanto Poof riesce a uscire dalla cella e sconfigge gli eliminatori con le mosse dei film d'azione. Prese le bacchette i prigionieri evadono e raggiungono la luna blu.
Contemporaneamente Turbo Thunder trova la bacchetta e cerca di sconfiggere il guardiano, ma egli lo caccia via. Invece Timmy supera la prova nel momento in cui i suoi amici arrivano.
La bacchetta però non crea nessun effetto e Timmy, per salvare gli amici che stanno per essere risucchiati da Tenebroso, si sacrifica e si fa inghiottire dalle tenebre.

## Episodio finale
Timmy si risveglia nel suo letto, e Cosmo e Wanda gli spiegano che ha sconfitto le tenebre e Jorgen gli ha cancellato la memoria. Timmy ne è molto felice, ma dopo una serie di avventure scopre che in realtà non ha affatto vinto le tenebre, anzi, ci è dentro. Cosmo, Wanda e Jorgen lo portano in salvo da tutti i suoi amici, ma il Capo Eliminatore li risucchia. Solo Cosmo, Wanda, Poof e Timmy riescono a salvarsi. All'improvviso ritorna Turbo Thunder, che decide di aiutare Timmy a trovare l'ultima bacchetta, mentre il Capo Eliminatore vuole far esplodere la Terra.
Timmy e Turbo Thunder riescono a salvare il Fantamondo, quindi tornano sulla Terra per sconfiggere il Capo Eliminatore. I due trovano la bacchetta che potrebbe sconfiggere le tenebre. Ma, notando che non sta attaccando, Timmy irraggia Tenebroso con un enorme sorriso provocato da tante bacchette su tutti i pianeti e le tenebre si trasformano in lucentezza, salvando tutti quelli che erano stati risucchiati dalle tenebre, tra cui i genitori di Turbo Thunder.
Tutti si recano al Fantamondo per celebrare la vittoria dell'eletto e dove assistono al concerto dei Kiss, al termine del quale Jorgen cancella a tutti la memoria.